# 33 Jazz
33 Jazz is een Engels jazz-platenlabel. Het werd in 1990 opgericht door de muzikant en producer Paul Jolly met het doel jazz- en andere musici die in de toenmalige jazzclub 33 Jazz Club hadden opgetreden een stap verder te brengen met de release van platen. Op het label 33 Jazz en het zusterlabel 33 WM zijn sindsdien meer dan 250 albums uitgebracht, jazz en wereldmuziek. Engelse musici die op het label uitkwamen zijn onder meer Tina May, John Law, Paula Rae Gibson en Theo Travis. Van buiten de landsgrenzen werd werk uitgebracht van bijvoorbeeld de Italiaanse saxofonist Renato D'Aiello. 